# Katastrofa lotu Pakistan International Airlines 268

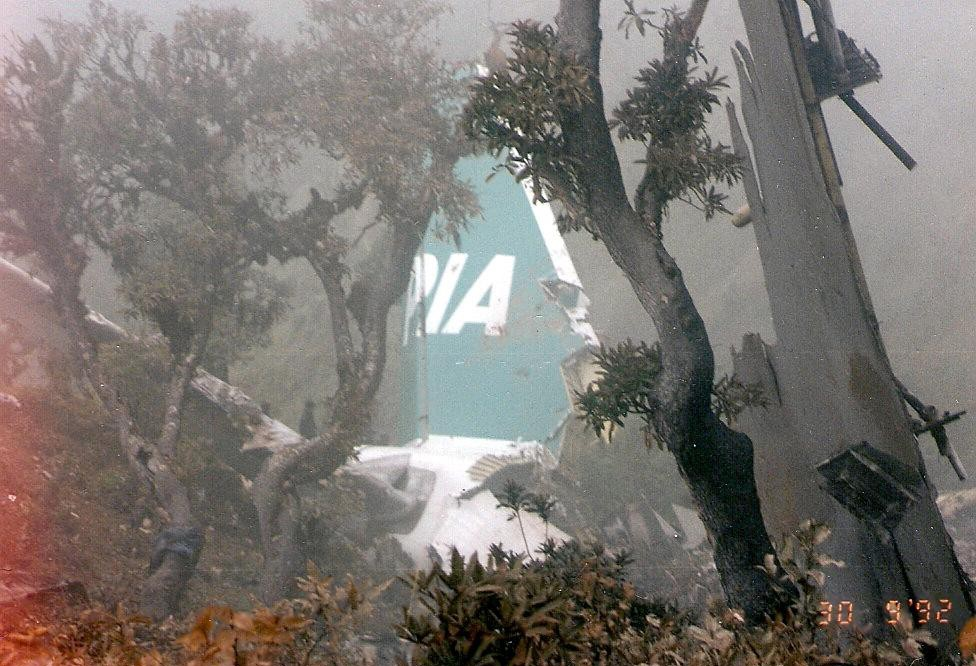
Stateczniki samolotu na miejscu katastrofy.

Katastrofa lotu Pakistan International Airlines 268 – katastrofa lotnicza, która wydarzyła się 28 września 1992 roku w Katmandu w Nepalu. Airbus A300B4-203 należący do linii Pakistan International Airlines rozbił się o górę podczas podejścia do lądowania na lotnisko w Katmandu. Zginęło 155 pasażerów i 12 członków załogi, razem 167 osób, wszyscy znajdujący się na pokładzie.

## Samolot
Airbus A300 to szerokokadłubowy samolot odrzutowy dalekiego zasięgu, zaprojektowany w 1972 roku. Ten, który uległ katastrofie, odbył pierwszy lot 23 marca 1976 roku, a został dostarczony w 1977 roku do niemieckich linii lotniczych Bavaria. W ciągu kolejnych 15 lat należał do 8 różnych linii lotniczych m.in. EgyptAir, Kuwait Airways i Air Jamaica. Do Pakistan International Airlines trafił 21 kwietnia 1986 roku, po czym nadano mu numer rejestracyjny AP-BCP.

## Przebieg wydarzeń
O godzinie 11:13 miejscowego czasu Airbus A300 Pakistan International Airlines wystartował z lotniska w Karaczi. Lot przebiegał bez żadnych problemów do momentu, kiedy załoga rozpoczęła procedurę podchodzenia do lądowania. Po skontaktowaniu się z nepalską wieżą kontroli, piloci otrzymali zgodę na lądowanie na pasie 02 od południa, zwane podejściem Sierra. Maszyna znajdowała się 41 mil (65 kilometrów) od pasa startowego, na wysokości 15 000 stóp (4500 metrów). Lotnisko w Katmandu jest jednym z najtrudniejszych lądowisk na świecie, położone na wysokości ponad 1300 metrów nad poziomem morza, otoczone górami, których szczyty sięgają nawet 3000 metrów. Lądowanie miało przebiegać siedmiostopniowo, do określonych stacji DME przypisane były wysokości, na jakich miał znajdować się samolot, by bezpiecznie przelecieć ponad górami. 
Jak wynikało z rozmów w kabinie pilotów odczytanych z rejestratora głosów w kokpicie - piloci podejmowali właściwe działania, jednak o krok za wcześnie. Stąd, znajdując się przy 16. DME, byli na wysokości, która odpowiadała kolejnej. Przez tę pomyłkę samolot zszedł znacznie poniżej właściwej ścieżki podejścia, a różnice te sięgały kilkuset metrów. Piloci informowali kontrolera o wysokości, na jakiej się znajdują, jednak ten nie ostrzegł ich, iż są znacznie poniżej właściwego toru lotu, aż do kilku sekund przed uderzeniem.
Lot PIA 268 zbliżył się do pasma górskiego Siwalik na wysokości, która nie pozwalała na jego ominięcie. W wyniku kolizji z górą, cały samolot eksplodował, a siła uderzenia spowodowała, że samolot roztrzaskał się na setki tysięcy części. Najlepiej zachowane zostały stateczniki.

## Śledztwo i przyczyny
Wydarzenie miało miejsce zaledwie 59 dni po katastrofie lotu 311 Thai Airways International, do której doszło na północ od Katmandu. Kanadyjscy śledczy, którzy przybyli do Nepalu badać katastrofę lotu 311, równocześnie pracowali nad dochodzeniem dotyczącym lotu 268. 
Jako przyczynę katastrofy uznano głównie błąd pilota. Czynnikiem mającym również wpływ na wydarzenia był fakt, iż materiały dostarczone pilotom, przedstawiające w formie graficznej podejście na lotnisko w Katmandu, były niejasne i słabej jakości. Dodatkowo, śledczy zarzucili kontrolerom, iż nie zareagowali w sposób należyty i nie ostrzegli pilotów o zejściu poniżej ścieżki.

## Ofiary katastrofy
Większość ofiar stanowili turyści z Europy. 
| Kraj              | Pasażerowie | Załoga | Razem |
| ----------------- | ----------- | ------ | ----- |
| Wielka Brytania   | 36          | -      | 36    |
| Hiszpania         | 30          | -      | 30    |
| Nepal             | 30          | -      | 30    |
| Pakistan          | 11          | 12     | 23    |
| Holandia          | 14          | -      | 14    |
| Bangladesz        | 4           | -      | 4     |
| Stany Zjednoczone | 3           | -      | 3     |
| Kanada            | 2           | -      | 2     |
| Szwajcaria        | 2           | -      | 2     |
| Japonia           | 1           | -      | 1     |
| Nowa Zelandia     | 1           | -      | 1     |
| Brak danych       | 14          | -      | 14    |
| Razem             | 155         | 12     | 167   |